# Azerbajdžansko-gruzijska granica
Azerbajdžansko-gruzijska granica je međunarodna granica između Azerbajdžana i Gruzije. Duga je 428 km, a proteže se od tromeđe s Armenijom na zapadu do tromeđe s Rusijom na istoku.

## Opis
Granica počinje na zapadu na tromeđi s Armenijom i nastavlja kopnom prema sjeveroistoku, presijecajući jezero Jandari, prije nego što skrene na jugoistok, sve do blizine azerbejdžanskog Mingečaurskog umjetnog jezera. Zatim prati rijeku Alazani dok teče sjeveroistočno, a zatim sjeverozapadno. Granica zatim napušta rijeku istočno od Tsnorija i nastavlja kopnom do ruske tromeđe.

## Povijest
Tijekom 19. stoljeća Kavkaz je bio poprištem sukobu velikih sila - Otomanskog Carstva na zalazu, Perzije i Rusije, koje se širila prema jugu. Rusija je formalno anektirala istočno gruzijsko Kraljevstvo Kartlije i Kahetije 1801. godine, a zatim zapadnu gruzijsku kraljevinu Imeretiju 1804. godine. Tijekom 1800-ih Rusi su pogurali svoju južnu granicu dalje prema jugu, na račun Perzijskog i Osmanskog carstva. Rusko-perzijskim ratom (1804.–1813.) i kasnijim Gulistanskim ugovorom Rusija je stekla glavninu današnjeg Azerbajdžana i južnu regiju Syunik u današnjoj Armeniji. Rusija je svoje gruzijske i azerbejdžanske teritorije organizirala u gubernije Tiflis, Kutaisi, Baku i Elisabethpol.
Nakon ruske revolucije 1917. godine, narodi južnog Kavkaza proglasili su Transkavkasku demokratsku federativnu republiku (TDFR) 1918. godine i započeli mirovne pregovore s Osmanlijama. Unutarnje nesuglasice dovele su do toga da je Gruzija napustila federaciju u svibnju 1918., a nedugo nakon toga uslijedili su Armenija i Azerbajdžan, međutim granice između tri republike bile su sporne. Spor između Azerbajdžana i Gruzije bio je fokusiran na područje Zakatalskog okruga unutar bivše Tifliske gubernije.
Kad je Rusija priznala neovisnost Gruzije Moskovskim ugovorom (1920.), priznala je gruzijsko vlasništvo nad Zakatalom, što je izazvalo proteste azerbejdžanske vlade. U svibnju 1920. dogovoreno je da će razgraničenje pod pokroviteljstvom Rusije odlučiti o sudbini tog područja. Veći dio granice dogovoren je na mirovnim pregovorima održanim 12. lipnja 1920., a o odluka o okrugu Zakatali je prepuštena povjerenstvu pod vodstvom Rusije.
Ruska Crvena armija je 1920. napala Azerbajdžan i Armeniju, čime je okončana neovisnost obje zemlje, a u veljači i ožujku 1921. uslijedila je Gruzija. Dana 5. srpnja 1921. Rusija je potvrdila da će nesporni dijelovi azerbejdžansko-gruzijske granice ostati takvi kakvi su bili, dok je Zakatali prebacila u Azerbajdžan, s tim da je ovaj sporazum finaliziran ugovorom 15. studenoga 1921. Godine 1922. sve tri države bile su uključene u Transkavkaski SFSR unutar SSSR -a, prije nego što su se odvojile 1936.
Granica je postala međunarodna granica 1991. nakon raspada Sovjetskog Saveza i neovisnosti njegovih konstitutivnih republika. Radovi na delimitaciji granice počeli su 1994. godine, ali napredak je bio spor zbog preklapanja zahtjeva. Dio granice oko Crvenog mosta ostaje miniran, naslijeđe Prvog rata za Nagorno-Karabah u 1990-ima, kada se Azerbejdžan bojao da će Armenija iskoristiti kaos u Gruziji i iskoristiti to područje za izvođenje napada na svoj teritorij. Mjesto kompleksa samostana David Gareja, sveto mjesto Gruzijaca koje se nalazi neposredno uz granicu, pokazalo se posebno spornim. U Gruziji postoji znatna azerbejdžanska manjina, koncentrirana posebno u južnim općinama regije Kvemo Kartli kao i gruzijska manjina u Azerbajdžanu, koncentrirana posebno u regiji Saingilo gdje su poznati kao Ingloji.

## Naselja uz granicu

### Azerbajdžan
- İkinci Şıxlı
- Sadıqlı
- Danaçı
- Balakən

### Gruzija
- Kesalo
- Zemo-Kedi
- Kvemi-Kedi
- Vardisubani
- Karsubani
- Lagodekhi

## Granični prijelazi
Između dvije zemlje prometuju sljedeći granični prijelazi:
- İkinci Şıxlı (AZE) – Tsiteli (GRU) na crvenom mostu.[19][20]
- Sadıqlı, Agstafa (AZE) - Vakhtangisi "Mtkvari" (GRU)[21]
- Muğanlı, Zaqatala (AZE) - Samtatskaro (GRU)[22]
- Balakən (AZE) - Lagodekhi (GRU)[23][20]